# 岩槻一家7人殺害事件
岩槻一家7人殺害事件（いわつきいっか7にんさつがいじけん）は、1959年（昭和34年）7月29日に埼玉県岩槻市（現在のさいたま市岩槻区）で発生した放火殺人事件である。

## 事件の概要
1959年（昭和34年）7月22日午前1時半頃、埼玉県岩槻市（現在のさいたま市岩槻区）にある農家から出火し全焼した。焼跡からこの家の主人（当時63歳）とその義父（同75歳）、主人の息子の嫁（同28歳）と4歳と1歳と2ヶ月の男児、そして主人の姪（同10歳）の一家7人の焼死体が発見された。当初から警察は不審火とみていたが、この家の息子A（同24歳）の姿がなかった。Aは前日従兄弟宅に家中を焼き払うというメモを残したり、妻の実家に投石をしたうえ、ガソリンを購入するなどといった不審な行動をしていた。そのため警察はAを全国に指名手配をした。しかしAは午後8時ごろになって越谷市の小料理屋で飲食をしたあと、突如外に裸足で走り出して車に飛び込み全治三週間の怪我をする自殺未遂を引き起こした。

## 事件の背景
Aは逮捕後、犯行動機を「家庭不和」であるとし、自分の嫌いな妻を押し付けられて、別れたかったと主張した。この一家の家族関係は複雑で、伯父に子供がいなかったため、実弟を養子にしていたが、伯父の妻が他界し、この家で家事を担う女性が不在になった為、Aを見合い結婚させた。しかしAの嫁は4歳も年長であるうえ容姿も劣り、近所と満足に挨拶をできないなど才色ともに不満であった。そのうえ姪は姉が結婚するときに実家に残していった子供で、Aの家計は楽ではなかった。そのため、Aは生活意欲をなくし土地を処分してテレビを購入して家族に戒められたりもした。Aはこうした境遇から抜け出したいと思い一家心中しようとしたものであった。

## 事件のその後
検察は、Aに対し、刑法の殺人罪・尊属殺人罪・放火罪などで起訴し、死刑を求刑したが、一審の浦和地方裁判所（現在のさいたま地方裁判所）は1960年2月25日に無期懲役判決を出した。一審の判決文は「一面からいえば彼も心ない親の犠牲者とはいえないだろうか」とAに同情したものであった。
しかし検察は量刑不当として控訴し、二審では逆転死刑判決となり、最高裁も1963年4月30日に上告を棄却し死刑が確定した。なおAがいつ死刑執行されたかは、現在も不明である。